# Zębowiór chiński
Zębowiór chiński (Trogopterus xanthipes) – gatunek ssaka z rodziny wiewiórkowatych (Sciuridae) występujący endemicznie w Chinach. Jedyny żyjący współcześnie przedstawiciel rodzaju zębowiór (Trogopterus). Zębowiór chiński zamieszkuje tereny umiarkowanych lasów. Buduje gniazda w jaskiniach. W związku ze spadkiem liczebności populacji gatunku (prawdopodobnie w tempie rzędu 30% w ciągu dziesięciu lat) Czerwona księga gatunków zagrożonych Międzynarodowej Unii Ochrony Przyrody określa zębowióra chińskiego jako gatunek bliski zagrożenia (near threatened – NT).